# Epicrionops petersi
Epicrionops petersi es una especie de anfibios gimnofiones de la familia Rhinatrematidae.
Habita en Ecuador, Perú y, posiblemente, en Brasil y Colombia.
Su hábitat natural incluye bosques secos, montanos secos tropicales o subtropicales, ríos y corrientes intermitentes de agua dulce.